# ファルカシュ・ベルタラン
ファルカシュ・ベルタラン（Farkas Bertalan、1949年8月2日 - ）は初のハンガリー人宇宙飛行士で、宇宙に行った初のエスペランティストでもある。現在はAirlines Service and Tradeの会長。チャールズ・シモニーによって宇宙に行った唯一のハンガリー人ではなくなったが、シモニーは宇宙旅行者だったので、ファルカシュは2010年現在もハンガリー人唯一の宇宙飛行士である。
Gyulaházaに生まれ、1969年にソルノクのジョージ・キリアン航空学校（George Kilián Aeronautical College）を卒業する。その後ソ連のクラスノダール軍事航空研究所に入り1972年に卒業する。
大学で資格を得た後、ファルカシュはハンガリー空軍に入隊し、准将まで昇進する。1978年に宇宙飛行士に志願し、インターコスモスの第5国際プログラムの一環として宇宙飛行士に選抜される。
1980年5月26日、ソユーズ36号ミッションでソ連のワレリー・クバソフとともにバイコヌール宇宙基地から打ち上げられた。
宇宙では物質科学の実験を行った。7日20時間45分滞在、地球124周を行った後、クバソフとファルカシュはDzhezkazganの南東140kmの地点に着地した。1980年6月30日、ソ連邦英雄を受勲。
既婚で、子供が3人いる。趣味はサッカー。
彼はハンガリー民主フォーラムのメンバーであり、2006年ハンガリー議会選挙ではBaktalórántháza選挙地区で立候補した。